# Franky Demon
Pour les articles homonymes, voir Demon.
Franky L. Demon, né le 28 juin 1976 à Bruges est un homme politique belge flamand, membre du CD&V.
Il suivit une formation d'instituteur (KATHO-RENO, Torhout; expériences dans l'enseignement; 10 ans responsable des colonies de vacances (KAZOU, Mutualités Chrétiennes); président provincial du Pasar en remplacement de la ministre Hilde Crevits.

## Fonctions politiques
- Conseiller communal de Bruges (2006-)
  - Échevin des espaces verts, de l’État Civil et de la Population (2011-2012)
  - Premier échevin chargé de l'aménagement, du Logement, de la Jeunesse et des Étudiants (2013-)
- Conseiller provincial de la province de Flandre-Occidentale (2012-2014)
- Député fédéral :
  - depuis le 25 mai 2014

## Décoration
- Chevalier de l'ordre de Léopold (2024)[1]